# Alster (Itz)
Die Alster ist ein über 201⁄2 Kilometer langer, rechter und nordwestlicher Nebenfluss der Itz in Thüringen und Bayern.

## Name
Der Name leitet sich vom germanischen *al-stra- 'wachsend, anschwellend' ab.

## Geographie

### Verlauf
Die Alster entspringt in Maroldsweisach-Eckartshausen auf einer Höhe von 385 m ü. NHN und mündet schließlich auf einer Höhe von 255 m ü. NHN südöstlich von Untermerzbach-Memmelsdorf in die Itz.

### Zuflüsse
Von der Quelle zur Mündung. Auswahl.
- Käßlitzer Bach (links), 1,7 km[4] (mit Häfnergraben[5] 4,0 km)
- Krötenbach (rechts), 2,3 km[4]
- Muggenbach (links), 1,3 km[4]
- Mühlbach[6] (Gollenbach) (rechts), 3,3 km[4]
- Mausbach (Kreisbach) (rechts), 1,4 km[4]
- Eulenwasser (Sellbach) (rechts), 3,1 km[4]
- Buchgraben (rechts), 2,6 km[4]
- Esbach (rechts), 1,0 km[4]
- Merlachsgraben[7]  (rechts), 3,5 km[4]
- Geiersbach[8] (links), 0,7 km[4]

### Orte
Orte am Lauf mit ihren Zugehörigkeiten. Nur die Namen tiefster Schachtelungsstufe bezeichnen Siedlungsanrainer.
Bayern
- Landkreis Haßberge
  - Markt Maroldsweisach
    - Eckartshausen (Pfarrdorf, überwiegend rechts)

Thüringen
- Landkreis Hildburghausen
  - Stadt Heldburg
    - (keine Besiedlung am Lauf)

Bayern
- Landkreis Haßberge
  - Markt Maroldsweisach
    - Dürrenried (Kirchdorf, links)
- Landkreis Coburg
  - Stadt Seßlach
    - Lechenroth (Dorf, links)
    - Oberelldorf (Kirchdorf)
    - Unterelldorf (Dorf, fast nur links)
    - Rothenberg (Kirchdorf, fast nur links)
    - Heilgersdorf (Pfarrdorf, überwiegend rechts)
    - Trammershof (Weiler, rechts)
    - Setzelsdorf (Dorf, rechts)
- Landkreis Haßberge
  - Gemeinde Untermerzbach
    - Memmelsdorf (Kirchdorf, Ortskern links)
    - Truschenhof (Einöde, rechts)
- Landkreis Coburg
  - Gemeinde Itzgrund
    - Schenkenau (Einöde und ehemaliges Schloss, links)